# 4 fotos 1 palabra
4 fotos 1 palabra es un videojuego de palabras creado por LOTUM GmbH y disponible gratuitamente para iOS y Android.
La mecánica del juego es muy sencilla: en cada nivel se muestran 4 fotos que se relacionan con una misma palabra, y el jugador debe adivinar la palabra y escribirla a partir de un conjunto de letras que se presentan.
El juego sigue el modelo de negocio freemium: aunque puede ser jugado de forma totalmente gratuita, el jugador puede realizar compras con microtransacciones para ayudarse a superar niveles más rápidamente. Además, las microtransacciones también pueden usarse para deshabilitar los anuncios publicitarios que se presentan durante el juego.

## Recepción
4 fotos 1 palabra ha recibido principalmente críticas positivas. PC Advisor le otorgó 4 de 5 estrellas a la versión de Android, elogiando su potencial de entretenimiento pero señalando que su aspecto social podría mejorarse. Pocket-lint la eligió como su "app del día" el 25 de febrero de 2013, alabando tanto su simplicidad como su aspecto social. What Mobile también la puntuó con 4 de 5, con elogios a su simplicidad y ejecución pero criticando la frecuencia con que señala el botón de pedir ayuda. En marzo de 2013, la aplicación estaba en el 4.º lugar del ranking de aplicaciones gratuitas de Apple y Android, según AppData.